# Ліврага
Ліврага, Лівраґа (італ. Livraga) — муніципалітет в Італії, у регіоні Ломбардія, провінція Лоді.
Ліврага розташована на відстані близько 440 км на північний захід від Рима, 45 км на південний схід від Мілана, 14 км на південь від Лоді.
Населення — 2609 осіб (2014).

## Демографія
Населення за роками:

Станом на 1 січня 2023 року в муніципалітеті офіційно проживало 297 іноземців з 25 країн, серед них 76 громадян країн Євросоюзу та 4 громадяни України.

## Сусідні муніципалітети
- Брембіо
- Боргетто-Лодіджано
- Оріо-Літта
- Оспедалетто-Лодіджано
- Сан-Коломбано-аль-Ламбро